# Vennecy
Vennecy é uma comuna francesa na região administrativa do Centro, no departamento Loiret. Estende-se por uma área de 10,73 km². Em 2010 a comuna tinha 1 925 habitantes (densidade: 179,4 hab./km²).